# Mistelten
Mistelten eller misteltein är i nordisk mytologi den pil gjord av en mistel, vilken Loke använde som vapen för att ta livet av Balder. Ordet förekommer också som namn på ett svärd med makalösa egenskaper i fornnordiska hjältesagor.